# 罗克勒 (洛泽尔省)
罗克勒（法語：Rocles，法語發音：[ʁɔkl]）是法国洛泽尔省的一个市镇，属于芒德区。

## 地理
罗克勒（44°42'49"N, 3°46'58"E）面积19.84 平方千米，位于法国奧克西塔尼大區洛泽尔省，该省份为法国南部内陆省份，北起上盧瓦爾省和康塔爾省，西接阿韦龙省，南至加尔省，东临阿尔代什省。
与罗克勒接壤的市镇（或旧市镇、城区）包括：朗戈涅、圣弗卢尔德梅夸尔、谢拉尔莱韦克、绍代拉克、皮埃尔菲什、沙斯塔涅、诺萨克-丰塔讷。

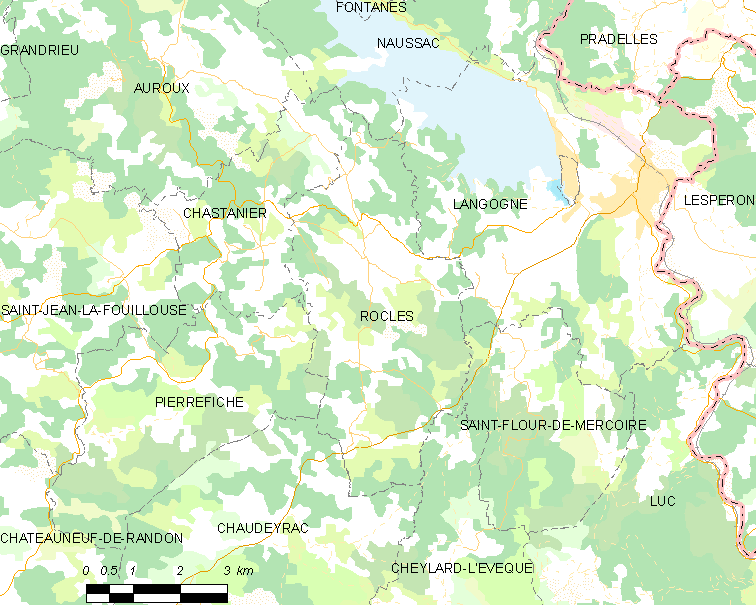
的OSM定位图

罗克勒的时区为UTC+01:00、UTC+02:00（夏令时）。

## 行政
罗克勒的邮政编码为48300，INSEE市镇编码为48129。

## 政治
罗克勒所属的省级选区为朗戈涅县。

## 人口

1962-2008年间人口变化图示

罗克勒于2022年1月1日时的人口数量为242人。